# Kagamil
L'illa Kagamil (en anglès Kagamil Island; en aleutià Chiĝulax) és una petita illa muntanyosa, que forma part de les illes Four Mountains, un subgrup de les illes Aleutianes, a l'estat d'Alaska, Estats Units, que es troben entre les illes Fox i les illes Andreanof. Es troba sis quilòmetres al nord de Chuginadak i uns dos al sud d'Uliaga. L'illa fa uns 10 quilòmetres de llarg per 5 d'ample.

## Mont Kagamil
La cara sud de l'illa es troba dominada pel mont Kagamil, un volcà amb dos cims, que s'eleven fins als 893 i 690 msnm respectivament. Aigües termals i fumaroles palesen l'activitat volcànica a l'illa. La darrera erupció coneguda va tenir lloc el 1929.

## Referències

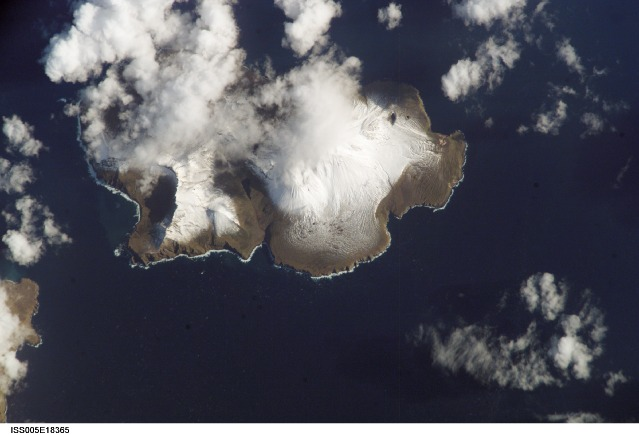
Illa Kagamil